# Борко Сарић
Борко Сарић (5. април 1979, Београд) српски је глумац, комичар, аниматор, глумац за децу. Завршио Академију уметности БК у Београду. Стални члан Позоришта лутака „Пинокио“ Земун.
Борко Сарић је познат по надимку Јеленко.

## Улоге
| Год.         | Назив                    | Улога             |
| ------------ | ------------------------ | ----------------- |
| 2000.-те     |                          |                   |
| 2001.        | Није тешко бити фин      |                   |
| 2006.        | Синовци                  |                   |
| 2007.        | Улица липа               |                   |
| 2008.        | Заборављени умови Србије | Устаник 2         |
| 2008.        | Горки плодови            |                   |
| 2020.-те     |                          |                   |
| 2021-2022.   | Игра судбине             | др Раденко Беслић |
| 2023 - 2025. | Закопане тајне           | Пастир            |